# Domenico Guidi
Pour les articles homonymes, voir Guidi.
Domenico Guidi, né à Torano (de), frazione de Carrare, le 6 juin 1625 et mort à Rome le 28 mars 1701 , est un sculpteur baroque italien.

## Biographie
Né à Carrare en 1625 Domenico Guidi a suivi son oncle, le sculpteur Giuliano Finelli , à Naples . En tant que neveu d'un artiste en désaccord avec Le Bernin , Guidi n'a jamais été employé par ce dernier. Après avoir fui Naples en 1647 lors du soulèvement de Masaniello , il rejoint l'atelier d' Alessandro Algardi où il travaille avec un autre élève, Ercole Ferrata , sur divers projets, dont l'œuvre inachevée Vision de Saint Nicolas de son maître, achevée en 1655.
Membre de l'Accademia di San Luca depuis 1651 il en devient directeur en 1655 et réélu en 1670 et 1675.
Après la mort d'Algardi en 1654, Guidi devient indépendant et fonde son atelier productif et se développe recevant des commandes de toute l'Italie, mais aussi d'Allemagne, de France et même de Malte. À cette époque, il a réalisé un des anges du Pont Saint-Ange pour Le Bernin. Après la mort de ce dernier et de Ercole Ferrata et Antonio Raggi , Guidi devient le sculpteur le plus important de Rome.
Les œuvres remarquables de Guidi comprennent, par exemple, le monument à Natale Rondinini dans l'Église Santa Maria del Popolo (1657) et le relief au-dessus de l'autel de la Capella di Monte di Pieta (1667-1676), qui représente la Lamentation du Christ .
Partisan de l'Académie de France à Rome, Guidi eut l'honneur de réaliser un groupe de marbre en honneur à Louis XIV intitulé La Renommée du Roi qui fut envoyé à Versailles et placé dans le parc du château.

## Œuvres
- Versailles, château de Versailles, bassin de Neptune : La Renommée du Roi.

Œuvres de Domenico Guidi
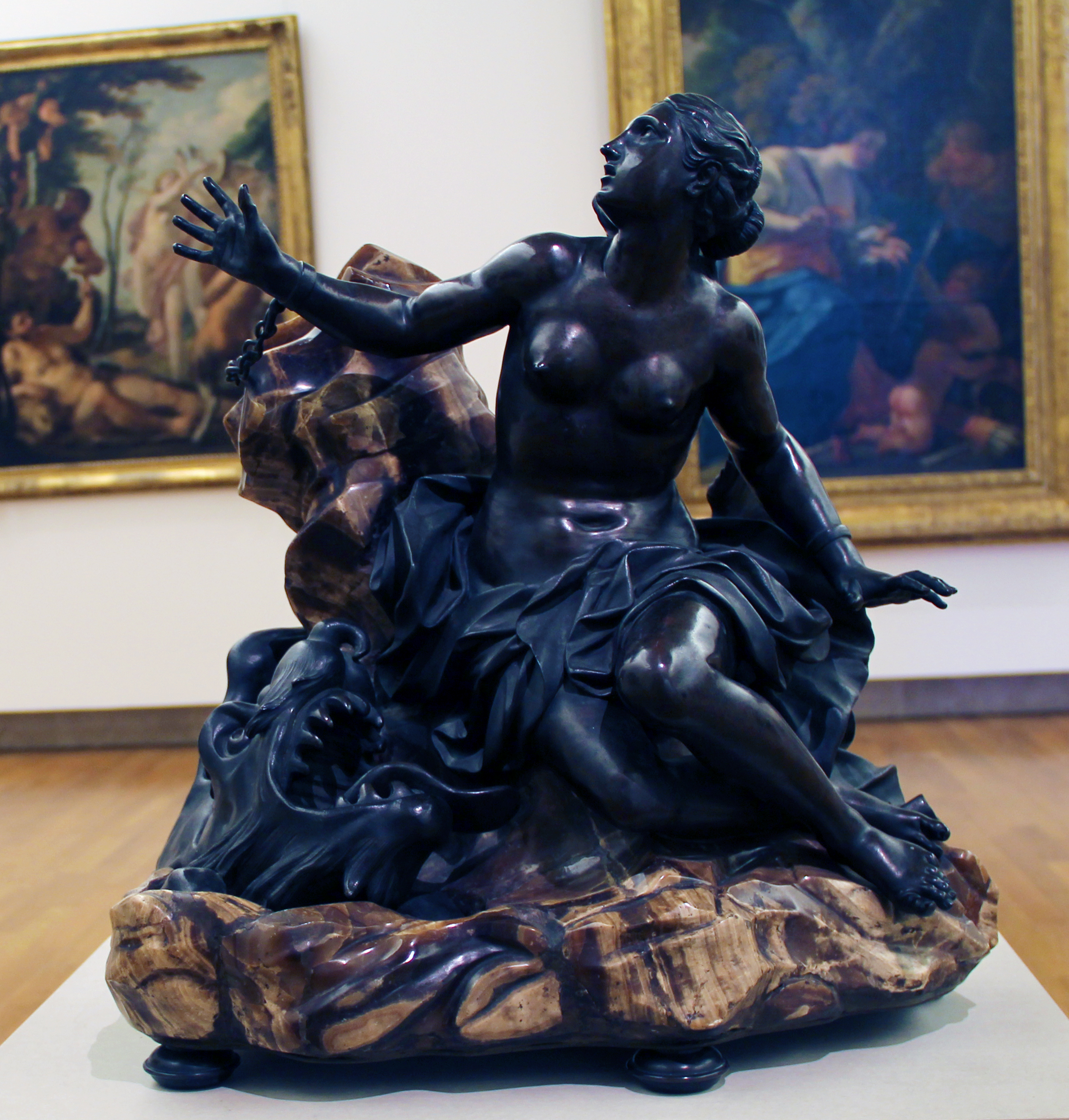
Nancy, musée des Beaux-Arts : Andromède (bronze, 1699)[2],
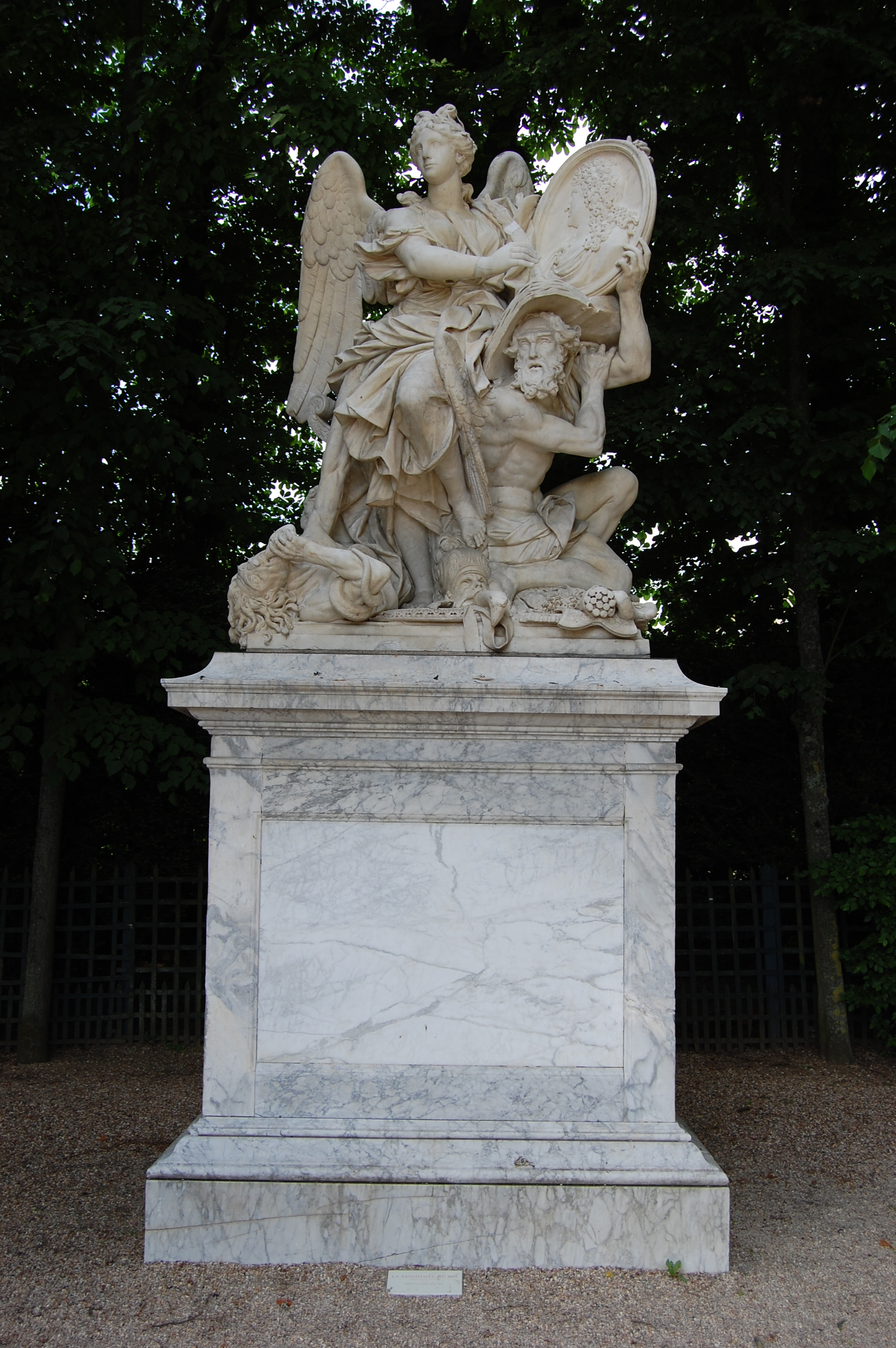
La Renommée du Roi, Versailles.
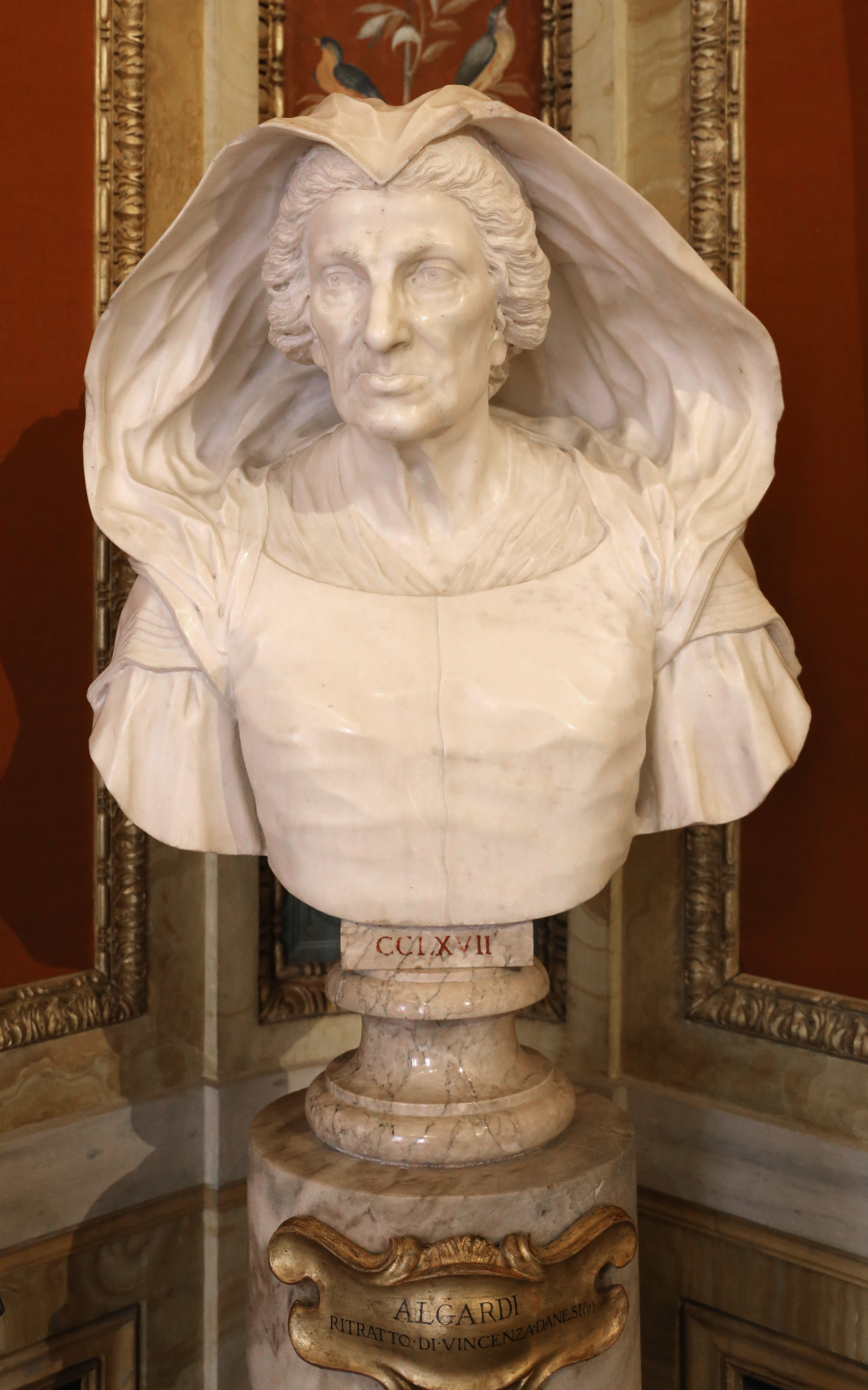
Felice Zacchia Rondinini (vers 1660), Rome, galerie Borghèse.
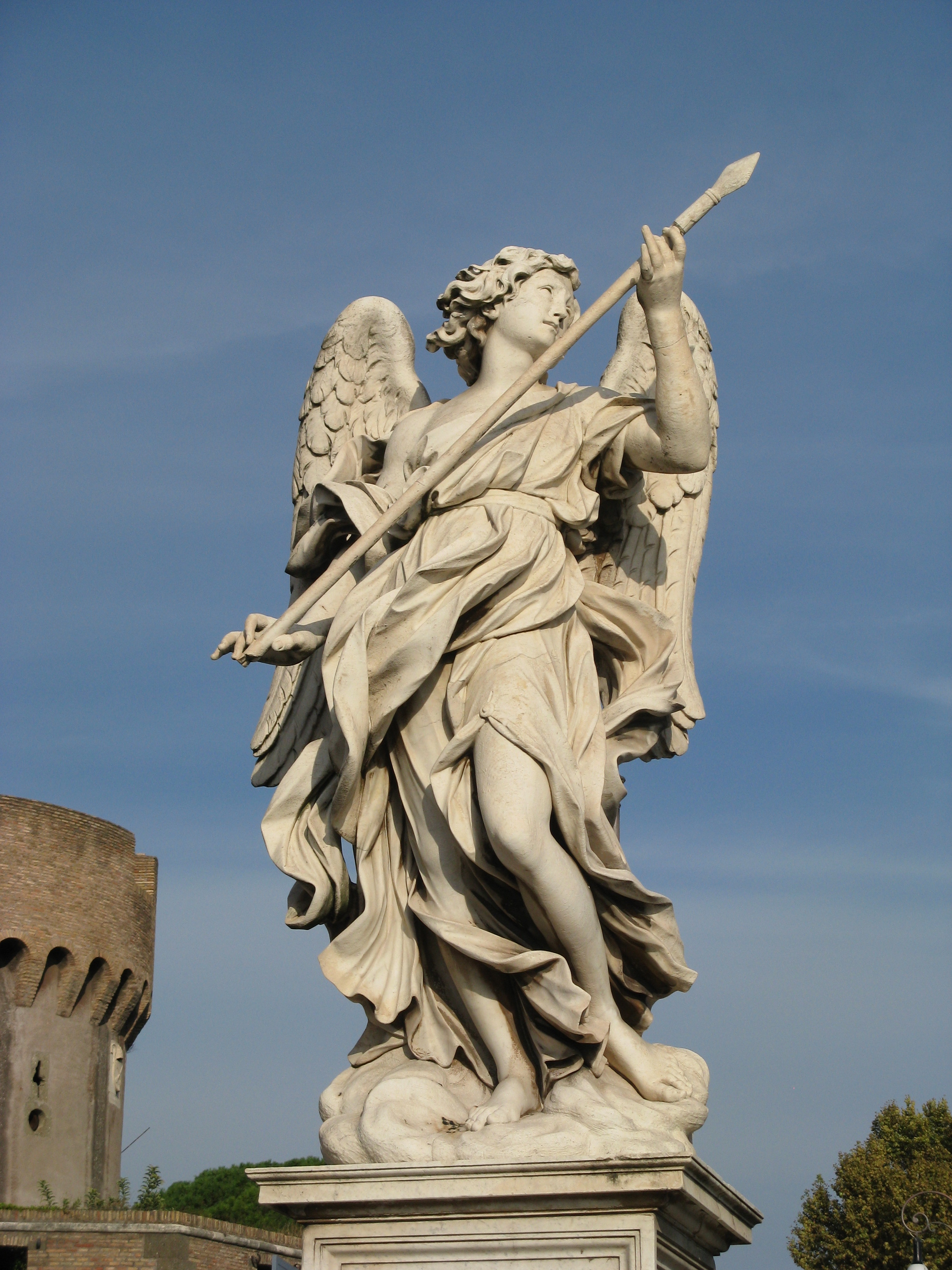
Ange à la lance (vers 1670), Rome, pont Saint-Ange.
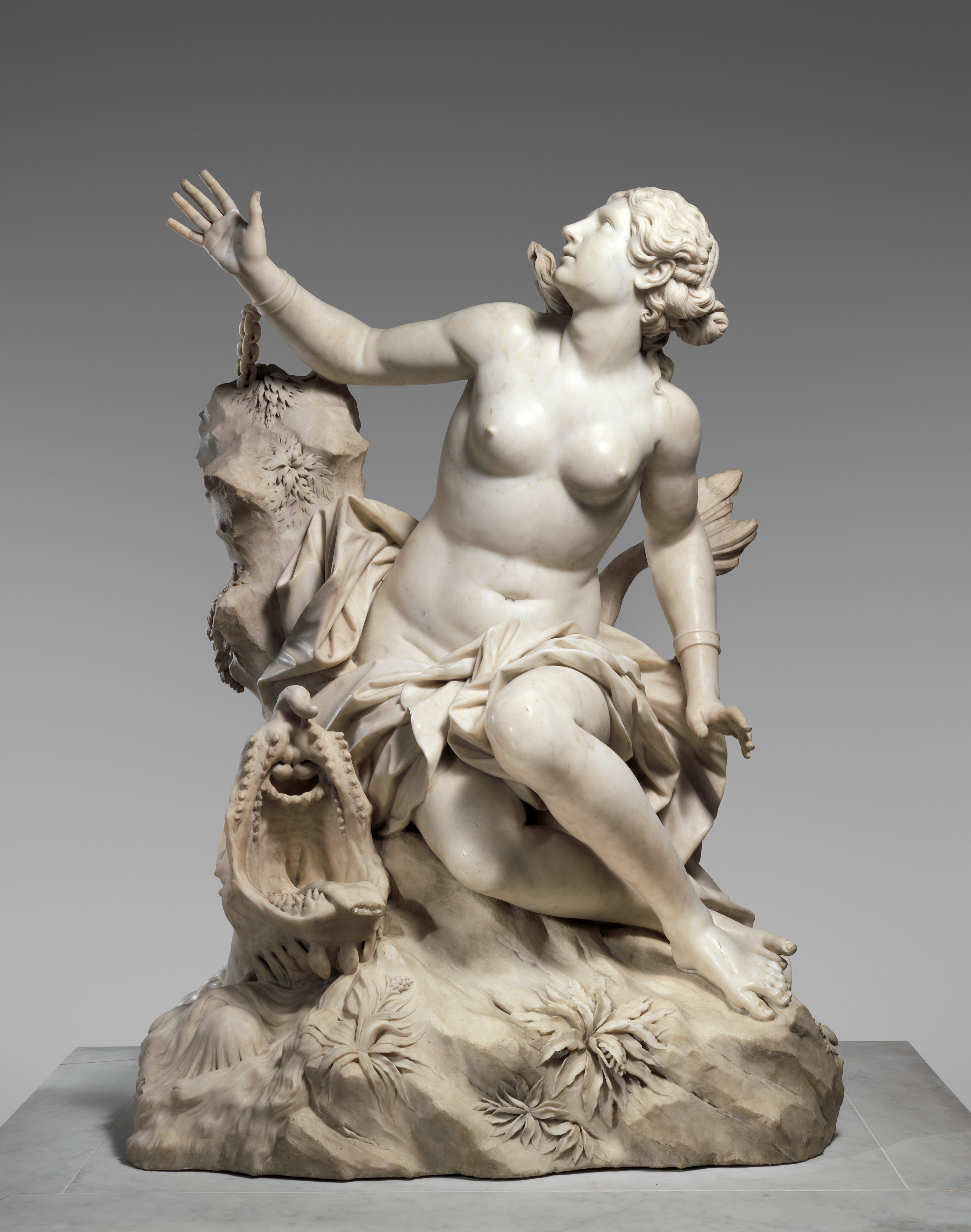
Andromède et le monstre de mer (1694), New York, Metropolitan Museum of Art.
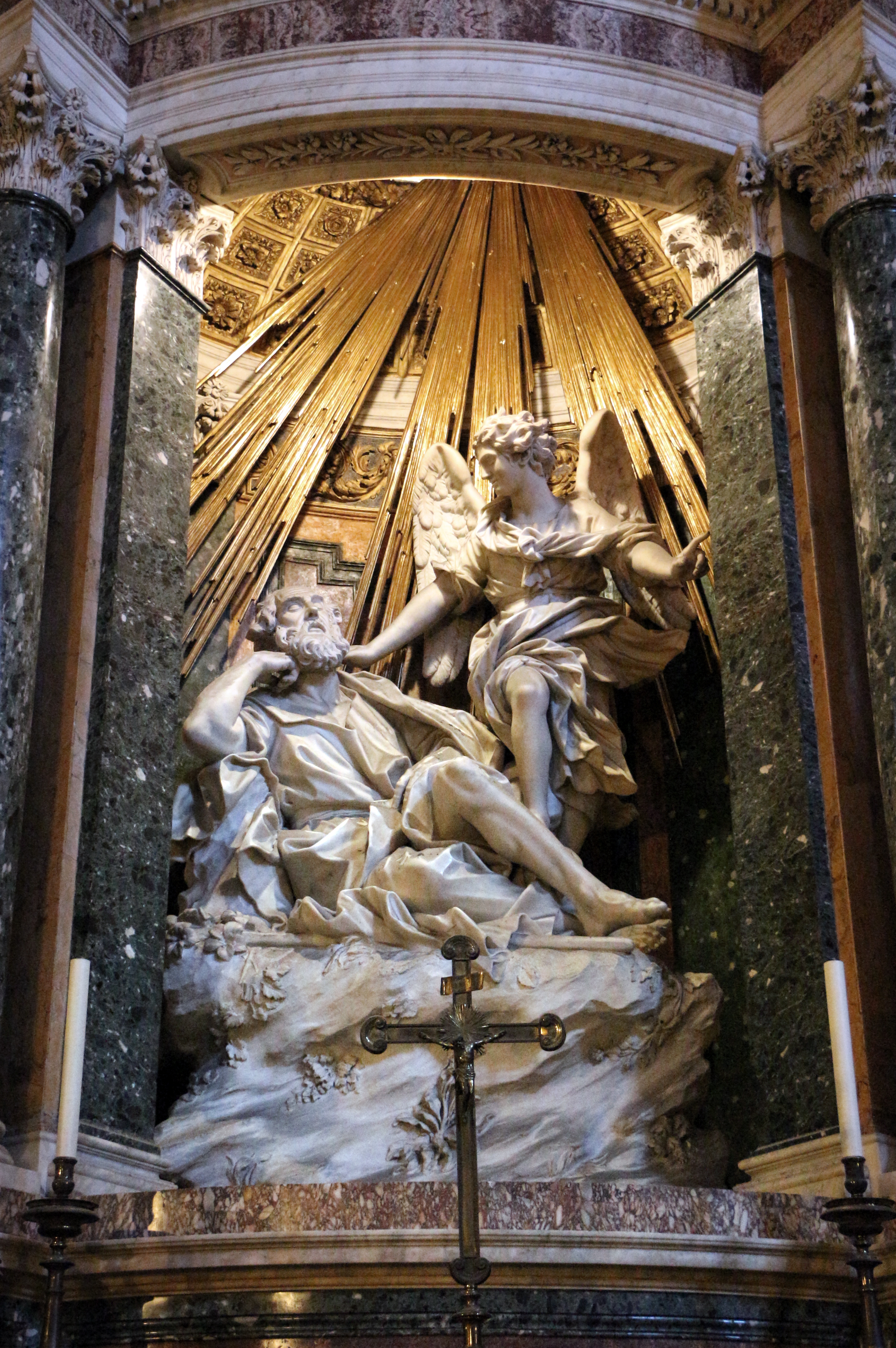
Le Rêve de saint Joseph (1695-1699), Rome, église Santa Maria della Vittoria.